# Madre Angelica
Madre Angelica P.C.P.A., conosciuta anche come Madre Maria Angelica dell'Annunciazione, al secolo Rita Antoinette Rizzo (Canton, 20 aprile 1923 – Hanceville, 27 marzo 2016) è stata una badessa e personaggio televisivo statunitense.
Appartenente all'Ordine cattolico delle clarisse, è stata anche fondatrice della rete televisiva Eternal Word Television Network (EWTN), diffusa via cavo e via satellite a livello internazionale, oltre che della stazione radiofonica WEWN. 
EWTN divenne una voce per le istanze del conservatorismo e tradizionalismo cattolico americano. Le prime trasmissioni religiose erano allestite in un garage adattato a studio televisivo nella cittadina di Birmingham, in Alabama. Nei successivi vent'anni, sviluppò una rete mediatica che comprendeva canali tv, emittenti radio, internet e stampa.
Madre Angelica condusse programmi su EWTN fino a quando fu colpita da un ictus nel 2001. Continuò a vivere nel monastero di clausura a Hanceville fino alla morte, avvenuta a 92 anni il 27 marzo 2016.

## Biografia

### Primi anni
Madre Angelica nacque come Rita Antoinette Rizzo il 20 aprile 1923, a Canton, Ohio, in una comunità di afroamericani e immigrati italiani. Di ambiente italoamericano, era l'unica figlia di John (nato Gianfrancesco) e Mae Helen Rizzo. Suo padre, di professione sarto, abbandonò la famiglia quando lei aveva cinque anni, e i suoi genitori divorziarono due anni dopo. Il 10 marzo 1931, la madre ebbe in custodia la figlia, e al padre fu ordinato di pagare cinque dollari a settimana per il mantenimento. La madre ricevette solo "pagamenti intermedi di mantenimento della figlia da parte del padre".  Sebbene avesse mantenuto la custodia esclusiva, la donna lottò contro una depressione cronica e la povertà. A quel tempo, per una donna divorziata, le opportunità di avere un reddito sicuro erano limitate, soprattutto nel culmine della Grande depressione.
Ricordando l'infanzia, Madre Angelica descriveva lei e sua madre "come un paio di rifugiate" ("Noi eravamo povere, affamate, e sopravvivevamo a malapena con lavori strani, fino a quando la mamma entrò nel settore del lavaggio a secco come apprendista di un sarto ebreo nella nostra zona. Anche allora, abbiamo raggranellato solo i pochi centesimi per il cibo a tavola"). La bambina fu raggiunta dai suoi nonni materni per un periodo tra il 1933 e il 1937, ma furono poi tutti costretti a spostarsi ancora a causa delle necessità finanziarie. Le cose si fecero più complicate quando il nonno, Anthony Gianfrancesco, ebbe in loro assenza un ictus che lo paralizzò da un lato e lo costrinse a usare un bastone.

### Istruzione
Frequentò una scuola in un convento, ma non le piacevano le suore, da lei descritte come "le persone più cattive della terra": la trattavano con severa disciplina a causa del divorzio dei suoi genitori. Entrò poi nella Canton McKinley High School, dove divenne una delle prime majorettes della scuola. In seguito disse a un intervistatore: "Andavo molto male a scuola. Non ero interessata alla capitale dell'Ohio. Mi interessava se mia madre avesse commesso un suicidio quel giorno." Non sviluppò amicizie intime durante la scuola superiore, in parte a causa della sua paura di turbare ulteriormente sua madre, che avrebbe potuto vedere le altre richieste di attenzione come una minaccia. Ricorderà in seguito: "Io non ho mai avuto un appuntamento, non l'ho mai voluto. Non avevo proprio alcun desiderio. Suppongo che avrei vissuto il peggio della vita coniugale, non era affatto attraente per me."
Nel 1939, sentendosi sopraffatta dalle chiacchiere della gente, prese a lasciare la McKinley High nei pomeriggi. Le furono somministrati farmaci per i nervi, per trattare cioè quella che era considerata una condizione nervosa. Quando le condizioni mentali di sua madre sembrarono peggiorare, si accordò con i suoi nonni per farla mandare a Philadelphia presso un parente.

### Professione religiosa
Un disturbo di stomaco diagnosticatole nel 1939 le provocò frequenti e forti dolori addominali, nonostante le cure mediche che aveva ricevuto. Sua madre la mandò da Rhoda Wise, una donna che aveva fama di mistica stimmatizzata e "che sosteneva di ricevere visioni di Santa Teresa di Lisieux". La Wise impose alla ragazzina di recitare una novena, e le fece promettere che avrebbe diffuso la devozione per la santa se fosse poi guarita.
Nell'ultimo giorno della novena, il 18 gennaio 1943, la ragazza dichiarò di essersi svegliata senza dolore e che il nodulo addominale che lo causava era svanito. Questa esperienza la toccò profondamente; credeva che Dio avesse compiuto un miracolo. In seguito, disse a un giornalista: "[a quel punto] sapevo che Dio mi conosceva e mi amava ed era interessato a me. Tutto quello che volevo fare dopo la guarigione era donarmi a Gesù."
Una sera del 1944, la ragazza si fermò in una chiesa per pregare e sentì che Dio la stava chiamando come suora. Cercò la guida di un parroco locale, che l'avrebbe quindi incoraggiata a iniziare a frequentare i conventi. La sua prima visita fu alle Sisters of St. Joseph a Buffalo, ma poi sentì di essere più adatta alla vita contemplativa. Visitò quindi il Santuario dell'adorazione perpetua di Saint Paul, una struttura gestita da un ordine femminile di clausura, situata a Cleveland, in Ohio. Qui si sentì come a casa sua. L'ordine la accettò come postulante, invitandola a entrare il 15 agosto 1944. Aveva 21 anni.
L'8 novembre 1945, fece professione di fede come suora clarissa. Ricevette un nuovo nome, scelto da sua madre per lei, "Suor Maria Angelica dell'Annunciazione". Poco dopo, il monastero di Cleveland inaugurò un analogo edificio religioso nella sua città natale di Canton e suor Angelica vi si trasferì. 
Nel 1946 la religiosa ebbe un incidente con un lavapavimenti industriale che la fece cadere: ferita alla colonna vertebrale, a causa del dolore continuo indossò da allora un paio di speciali bretelle per la maggior parte della vita. Suor Angelica peraltro interpretò l'accaduto come un segno divino e promise a Gesù di costruire un nuovo monastero nel profondo sud degli Stati Uniti, popolato in prevalenza da protestanti, se si fosse ripresa.
Il 2 gennaio 1953, pronunciò la solenne professione di voti al monastero di Sancta Clara in Ohio.

### Nostra Signora degli Angeli
Mentre era a Sancta Clara, suor Angelica ebbe l'ispirazione di creare una comunità religiosa che avrebbe fatto appello agli afroamericani negli stati del sud, e iniziò a cercare sostegno. Nel 1957, l'arcivescovo Thomas Toolen le suggerì di aprire questa comunità a Birmingham. Con altre suore Clarisse lavorò per raccogliere i fondi necessari, ponendo in essere una piccola impresa che produceva e vendeva esche da pesca. Nel 1961 le suore acquistarono un edificio e un terreno, e nel 1962 la comunità fu istituita ufficialmente, col nome di "Monastero di Nostra Signora degli Angeli"; situata inizialmente a Irondale, fu in seguito trasferita nel parco del Santuario del Santissimo Sacramento.

### Santuario del Santissimo Sacramento

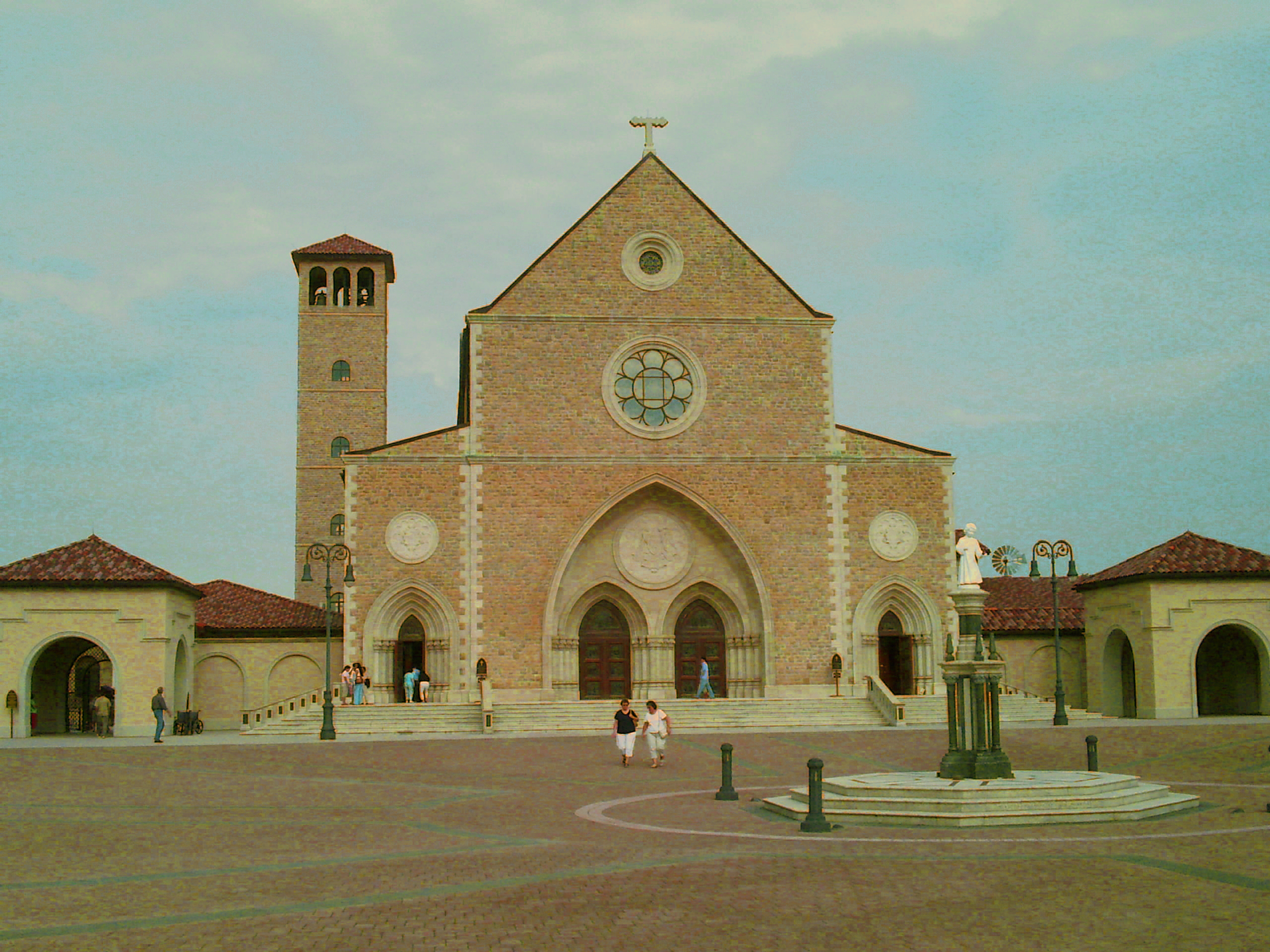
Santuario del Santissimo Sacramento, Hanceville

Nel 1999, Madre Angelica visitò la Colombia, dove affermò di avere ricevuto una visione che le diceva di costruire un tempio in onore di Gesù Bambino. Donatori privati contribuirono con 48,6 milioni di dollari, con i quali aprì il Santuario del Santissimo Sacramento a Hanceville già lo stesso anno. Non vi è alcuna indicazione se Madre Angelica avesse rivelato al proprio vescovo la visione di Gesù che sosteneva aver avuto, per discernimento e per l'approvazione prima di pubblicarla, o se avesse ricevuto il permesso del vescovo di costruire un santuario, ai sensi di Verbum Domini 14 e del Codice di Diritto Canonico can. 1230.

### EWTN
Nel 1962, Madre Angelica organizzò una serie di incontri della comunità su questioni rilevanti per il cattolicesimo, e iniziò anche a registrare i suoi discorsi per diffonderli. Il vescovo Joseph Vath notò il suo talento nel comunicare con il pubblico laico e la incoraggiò a continuare; la suora registrò quindi un programma radiofonico trasmesso la domenica mattina, e pubblicò il primo libro nel 1972. Alla fine degli anni '70 ebbero inizio le sue apparizioni televisive, trasmesse sull'emittente satellitare Christian Broadcasting Network. Nel 1981, dopo aver visitato uno studio televisivo di Chicago, formò la società no-profit EWTN.
EWTN divenne una voce per i conservatori e i cattolici tradizionali americani, con la sua posizione su questioni religiose e sociali che spesso rispecchiava quella di papa Giovanni Paolo II. Con l'accento sulla Tradizione, suor Angelica ebbe discussioni con alcuni membri della gerarchia cattolica. La più famosa fu quella a proposito di una lettera pastorale scritta dal cardinale Roger Mahony, dell'arcidiocesi di Los Angeles, sugli insegnamenti che riguardavano l'Eucaristia e la liturgia. Dopo questa disputa, EWTN aggiunse un dipartimento di teologia con sacerdoti, teologi, diaconi e laici per assicurarsi di essere in linea con gli insegnamenti del magistero della Chiesa cattolica. 
Secondo EWTN, i canali della rete, alla morte della fondatrice, raggiungevano 264 milioni di famiglie a livello globale.

### WEWN
Il 28 dicembre 1992, Madre Angelica lanciò una stazione radiofonica, WEWN, trasmessa da 215 stazioni, oltre che sulle onde corte.

### Ultimi anni e morte
Il 12 novembre 1997, Madre Angelica, nel suo programma Mother Angelica Live, invitò i fedeli della diocesi del Cardinale Roger Mahony a disobbedire alla sua Guide for Sunday Mass, dicendo "Temo che la mia obbedienza in quella diocesi sia assolutamente zero, e spero che sia zero quella di tutti gli altri in quella diocesi." Il 18 novembre, tuttavia, Madre Angelica si scusò.
Nel 2000 rinunciò al controllo di EWTN, che passò a un consiglio di laici. Nel 2001 ebbe il primo dei suoi numerosi ictus e infarti. Da allora rimase con "un parlare leggermente confuso, alcuni muscoli facciali che non rispondono e la necessità di indossare una benda sull'occhio perché non era in grado di chiudere la palpebra".
In risposta agli attacchi terroristici dell'11 settembre 2001, Madre Angelica espresse il proprio dolore per le vittime, elogiando il discorso del presidente George W. Bush al Congresso degli Stati Uniti e chiedendo pene esemplari per i cospiratori. Bollò più volte la pornografia, l'aborto, la prostituzione minorile, la diffusione di droghe, il traviamento della gioventù da parte di media immorali e la soppressione dell'espressione religiosa nei luoghi pubblici come "minacce terroristiche che devono essere affrontate". Inoltre condannò l'aborto dicendo che aveva "privato la nazione di milioni di persone che altrimenti sarebbero state lì per difendere la patria".
Madre Angelica tornò a registrare il suo programma due volte a settimana il 25 settembre 2001. Alla vigilia di Natale subì un altro ictus e dovette affrontare una trombectomia per rimuovere un coagulo di sangue, procedura che le portò un miglioramento della vista. L'ictus tuttavia aveva causato una paresi parziale della parte destra del suo corpo, alterando il suo linguaggio. Affidata quindi a un logopedista, smise di apparire in programmi televisivi. Mentre la sua salute peggiorava, le altre sorelle del suo ordine a Hanceville si prodigarono per fornirle cure costanti.
Il 4 ottobre 2009, Madre Angelica e il diacono Bill Steltemeier, allora presidente del consiglio dei governatori di EWTN, ottennero la medaglia papale (Pro Ecclesia et Pontifice) da Papa Benedetto XVI, per il loro illustre servizio alla Chiesa cattolica. A causa della sua salute malferma, Madre Angelica ricevette il premio nella sua cella. Il vescovo Robert J. Baker, della Diocesi di Birmingham, ha dichiarato: "Lo sforzo di Madre Angelica è stato all'avanguardia della nuova evangelizzazione e ha avuto un grande impatto sul nostro mondo ".
All'inizio di dicembre del 2015, Madre Angelica, già confinata in un letto, iniziò a essere alimentata artificialmente. Una suora del suo ordine spiegò: "Non è perché non sia completamente in grado di mangiare. La sta aiutando a ottenere i nutrienti di cui ha bisogno." Aggiunse che aveva sperimentato "alcuni alti e bassi negli ultimi mesi. È una combattente"; e, ancora: "È in grado di comunicare con una stretta di mano, fare gesti con gli occhi. Riconosce le persone quando sono lì. Le suore dicono che dorme molto". L'uso di una cannuccia era in accordo con i desideri che aveva fatto prima del suo ictus nel 2001 - un giornalista ha ricordato che diceva: "Non capiamo la bellezza di vivere anche un altro giorno… L'ho detto alle mie sorelle l'altro giorno, "Quando starò molto male, datemi tutte le medicine che posso prendere, tutte le provette che potete riempirmi… Voglio vivere… Perché avrò sofferto un giorno in più per l'amore di Dio… Vi eserciterò in virtù. Ma soprattutto conoscerò meglio Dio. Non potete misurare il valore di un nuovo pensiero su Dio nella vostra vita."
All'inizio di febbraio 2016, papa Francesco, in viaggio apostolico verso Cuba, registrò un messaggio a lei indirizzato: "A Madre Angelica con la mia benedizione e ti chiedo di pregare per me; ne ho bisogno. Dio ti benedica, Madre Angelica." Verso la fine di quel mese, le suore del monastero di Nostra Signora degli Angeli invocarono preghiere per lei dicendo che "Le condizioni della madre rimangono delicate e riceve cure devote giorno e notte dalle sorelle e dalle infermiere. Nella Provvidenza di Dio, fu in grado ricevere la speciale grazia del Giubileo di passare attraverso la Porta Santa poco dopo la sua apertura. Anche se lei dorme molto spesso, di tanto in tanto la Madre farà un sorriso radioso… Per favore continuate a tenerla nelle vostre preghiere; ogni giorno è un regalo!"
Madre Angelica rimase nel monastero fino alla morte il 27 marzo 2016 (domenica di Pasqua), avvenuta all'età di 92 anni a causa di complicazioni dovute all'ictus di 14 anni prima. All'epoca "soffriva anche di paralisi di Bell, malattie cardiache e asma."
Madre Angelica sosteneva la fede cattolica nella Sofferenza redentrice, la convinzione che la sofferenza umana può diventare meritoria se offerta a Gesù Cristo e misticamente unita alla sua sofferenza. A causa di questa convinzione, nel suo periodo di declino della salute, Madre Angelica "ordinò alle sue suore di fare di tutto per tenerla in vita, non importa quanto soffrisse, perché ogni giorno che soffriva, soffriva per Dio." Il cappellano dell'EWTN, padre Joseph Mary Wolfe, dei Missionarii Franciscani Verbi Aeterni, ha detto ai giornalisti che il desiderio di Madre Angelica di unirsi a Gesù nella sofferenza si è realizzato quando "è entrata in preda alla morte il Venerdì Santo".
Padre Wolfe ha ricordato che "la madre ha iniziato a gridare al mattino presto per il dolore che stava soffrendo. Aveva una frattura ossea causata dal lungo periodo di tempo in cui era stata costretta a letto. La si poteva udire, dai corridoi, gridare il Venerdì Santo per quello che stava passando. Queste due persone [una badante e una delle sorelle del suo ordine] mi hanno detto che ha un dolore lancinante." Wolfe ha detto che "Dopo l'arrivo delle 3 in punto del Venerdì Santo era più calma, più tranquilla." Alle 5:30 del mattino della domenica di Pasqua, Wolfe fu contattato da Madre Delores che gli disse che Madre Angelica "stava davvero lottando, non stava andando molto bene." Wolfe andò al suo capezzale per amministrarle gli ultimi riti, con le suore del suo ordine presenti. Le suore pronunciarono le loro preghiere mattutine, l'Ufficio Divino, intorno al suo letto. Dato che era Pasqua, la preghiera richiesta dalla liturgia conteneva l'Alleluia, che di solito non è presente nell'Ufficio per i defunti, un fatto che Wolfe trovò molto significativo. Intorno alle 10:30, Padre Paschal celebrò la Santa Messa nella sua stanza e impartì alla religiosa l'ultima comunione (Viatico). Madre Angelica morì poco prima delle 17:00.

## Omaggi
In una dichiarazione sulla pagina Facebook di EWTN, padre Sean O. Sheridan, presidente dell'Università francescana di Steubenville in cui Madre Angelica ha ricevuto un dottorato onorario di teologia sacra, l'ha descritta come "un vero gigante dei media. Ha dimostrato che la Chiesa apparteneva ai media popolari insieme a notizie, sport e talk show. Sebbene le sue posizioni fossero decisamente di vecchia scuola — era critica nei confronti dei progressisti religiosi e politici — le sue lezioni erano alleggerite da un umorismo spesso autoironico. Ha detto che le suore che ricordava da giovane erano "le persone più cattive sulla terra".
In una cerimonia del 29 marzo 2016, il corpo di Madre Angelica è stato portato nel monastero di Nostra Signora degli Angeli per la visita privata delle suore Clarisse. La visita pubblica è avvenuta nella chiesa superiore del Santuario del Santissimo Sacramento il 30–31 marzo. La Messa di sepoltura cristiana nella chiesa superiore del santuario ha avuto luogo il 1º aprile con l'arcivescovo di Filadelfia e membro del consiglio di EWTN Charles J. Chaput, OFM Cap., in qualità di celebrante principale e cappellano della EWTN, padre Joseph Mary Wolfe, MFVA, come omilista. Robert J. Baker e David E. Foley, l'attuale ed emerito vescovo di Birmingham (dove si trovano sia EWTN che il monastero di Nostra Signora degli Angeli) che ha concelebrato la Santa Messa, insieme all'arcivescovo Thomas J. Rodi di Mobile (la cui provincia ecclesiastica comprende la diocesi di Birmingham), il vescovo Thomas J. Olmsted di Phoenix, il vescovo Richard F. Stika di Knoxville e l'arcivescovo Carlo Maria Viganò, il Nunzio apostolico negli Stati Uniti. Inoltre, erano presenti molti sacerdoti, diaconi, religiosi e seminaristi. Questo è stato seguito dal rito di sepoltura nella cappella della cripta del santuario. Tutti i riti funebri sono stati trasmessi su EWTN.